# Xã Harmony, Quận Morrow, Ohio
Xã Harmony (tiếng Anh: Harmony Township) là một xã thuộc quận Morrow, tiểu bang Ohio, Hoa Kỳ. Năm 2010, dân số của xã này là 2.626 người.